# Deutsche Meisterschaften im Freiwasserschwimmen 2014
Die Internationalen Deutschen Meisterschaften im Freiwasserschwimmen fanden vom 3. bis 6. Juli 2014 in Hamburg auf der Regattabahn Hamburg-Allermöhe statt. Ausrichter war der Hamburger Schwimmverband e. V.
| Disziplin        | Männer      | Männer         | Männer     | Frauen                 | Frauen                               | Frauen     |
| Disziplin        | Name        | Verein         | Zeit       | Name                   | Verein                               | Zeit       |
| ---------------- | ----------- | -------------- | ---------- | ---------------------- | ------------------------------------ | ---------- |
| 05 km Freiwasser | Thomas Lurz | SV Würzburg 05 | 0:53:21,61 | Sofia-Lucia Wartenberg | Wassersportfreunde von 1898 Hannover | 0:58:09,32 |
| 10 km Freiwasser | Rob Muffels | SC Magdeburg   | 1:54:42,59 | Isabelle Härle         | SG Essen                             | 2:01:35,97 |
| 25 km Freiwasser |             |                |            |                        |                                      |            |